# Mirsk
Mirsk (niem. Friedeberg/Queis) – miasto w południowo-zachodniej Polsce, na Dolnym Śląsku, na pograniczu z Górnymi Łużycami, w powiecie lwóweckim, w województwie dolnośląskim (w latach 1975–1998 w jeleniogórskim, wcześniej we wrocławskim), siedziba gminy Mirsk, nad rzeką Kwisą.

## Geografia

### Położenie
Miasto administracyjnie znajduje się w południowo-zachodniej części województwa dolnośląskiego, w powiecie lwóweckim (w latach 1975–1998 w województwie jeleniogórskim, wcześniej we wrocławskim), między miastami Gryfów Śląski na północy a Świeradów-Zdrój na południu.
Położone jest Kotlinie Mirska (będącej częścią Pogórza Izerskiego), przepływa przez nie rzeka Kwisa. 

### Części i osiedla miasta
- Skarbków – znajduje się w prawobrzeżnej części Kwisy, do Mirska został włączony w 1959 r.[4]
- Przydatki
- Chałupki
- Bogdankowice

### Demografia
Mirsk jest 74. miastem w województwie dolnośląskim pod względem liczby mieszkańców (na 91 miast). Liczba mieszkańców na koniec 2004 r. wynosiła 4200, a w I kwartale 2002 r. 4417 osób.
| Rok  | Mieszk. |
| ---- | ------- |
| 1885 | 2712    |
| 1890 | 2670    |
| 1910 | 2553    |
| 1933 | 2746    |
| 1939 | 2882    |
| 1970 | 4390    |

| Rok  | Mieszk. |
| ---- | ------- |
| 1983 | ~4200   |
| 1995 | 4353    |
| 2000 | 4250    |
| 2005 | 4154    |
| 2014 | 4025    |
| 2023 | 3679    |

Piramida wieku mieszkańców Mirska w 2014 roku.

### Współpraca międzynarodowa
- Nové Město pod Smrkem – współpraca kulturalna, sportowa, wspólne ćwiczenia OSP i wymiana samorządowa
- Lázně Libverda
- Issoire – wymiana kulturalna i samorządowa
- Perrier – wymiana samorządowa i sportowa
- Aurich – wymiana kulturalna i samorządowa
- Görlitz – współpraca kulturalna z Muzeum Śląskim w Görlitz i z organizacją Eko-Gut
- Herford – współpraca sportowa

## Historia

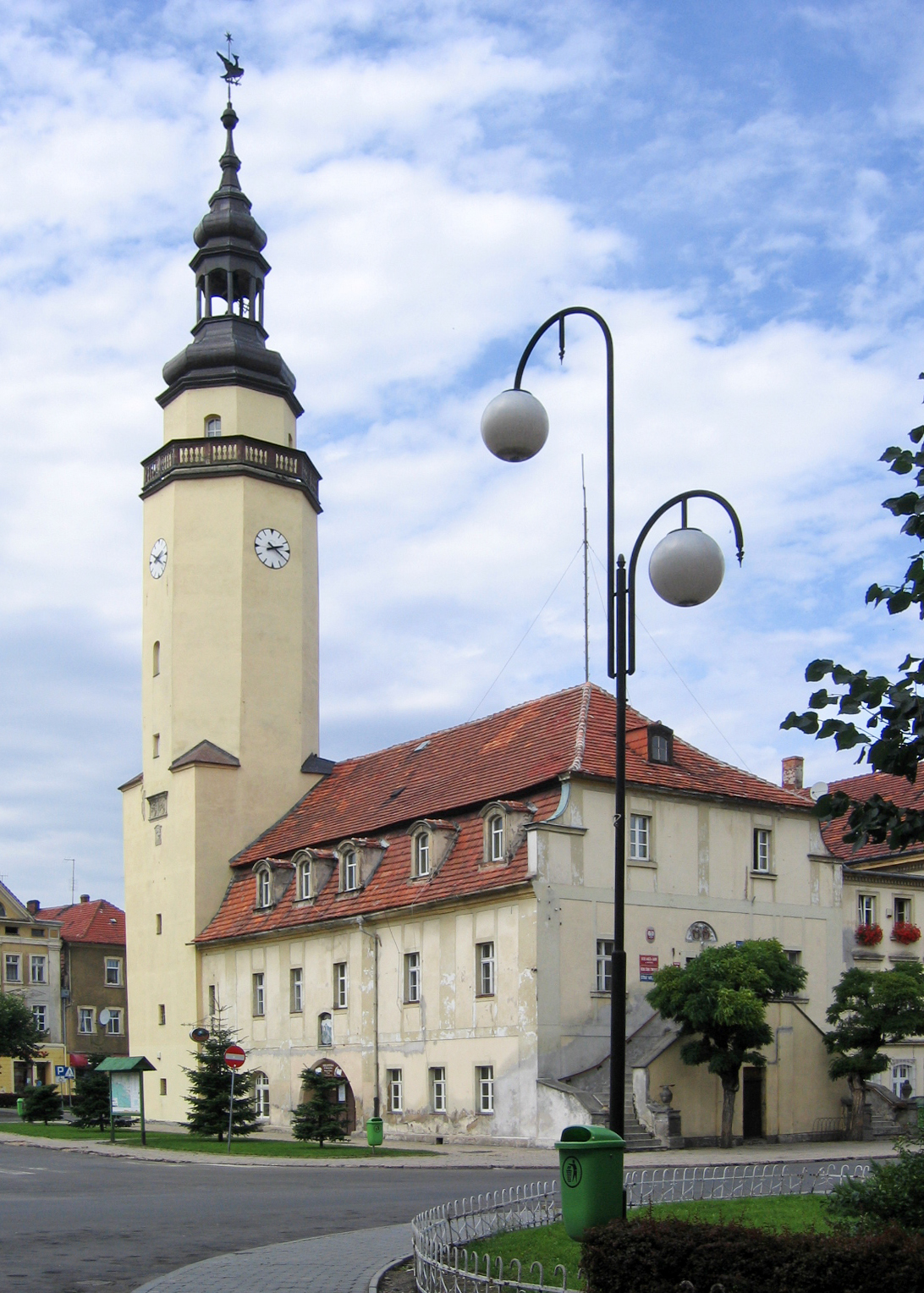
Ratusz w Mirsku przed renowacją

### Początki
Mirsk założono w miejscu, gdzie pierwotnie właściciele zamku Czocha mieli swój folwark. Było to nie później niż w XII w., bo na 1201 r. datowany jest dokument wymieniający tutejszego wójta. Był to Bernard Rym, w jego herbie była sowa (niem. Eule) stąd pierwotna nazwa miejscowości Eulendorf – Sowia Wieś. Położenie folwarku i wsi było bardzo dogodne – nad rzeką Kwisą, przy trakcie jeleniogórsko-żytawskim.

### XIV wiek
Mirsk wraz z okolicą przyłączony został w 1319 r. do księstwa jaworskiego, a wkrótce po tym, w 1329 r. lub 1337 r. osadzie nadano prawa miejskie na prawie lwóweckim. Książę jaworski Henryk nadał również Mirskowi prawo mili na wyszynk piwa, nową nazwę Fridberg (później przekształconą we Friedeberg) oraz nowy herb, obowiązujący do dzisiaj: sokoła trzymającego w dziobie upolowanego ptaka.
Po śmierci księcia Henryka (zm. 1346) część jego posiadłości na Łużycach przeszła w 1346 r. w ręce Karola IV Luksemburskiego. Mirsk i pobliskie miejscowości – Łęczyna (obecnie część Świeradowa-Zdroju) i Mroczkowice – od ok. 1399–1400 r. wchodzące w skład posiadłości rezydujących w pobliskim (2 km na północny wschód od Mirska) zamku Gryf Schaffgotschów – pozostały przy Śląsku, jako część księstwa świdnicko-jaworskiego (od 1368 r. lenna korony czeskiej, od 1392 r. bezpośrednio do korony czeskiej).

### XV i XVI wiek

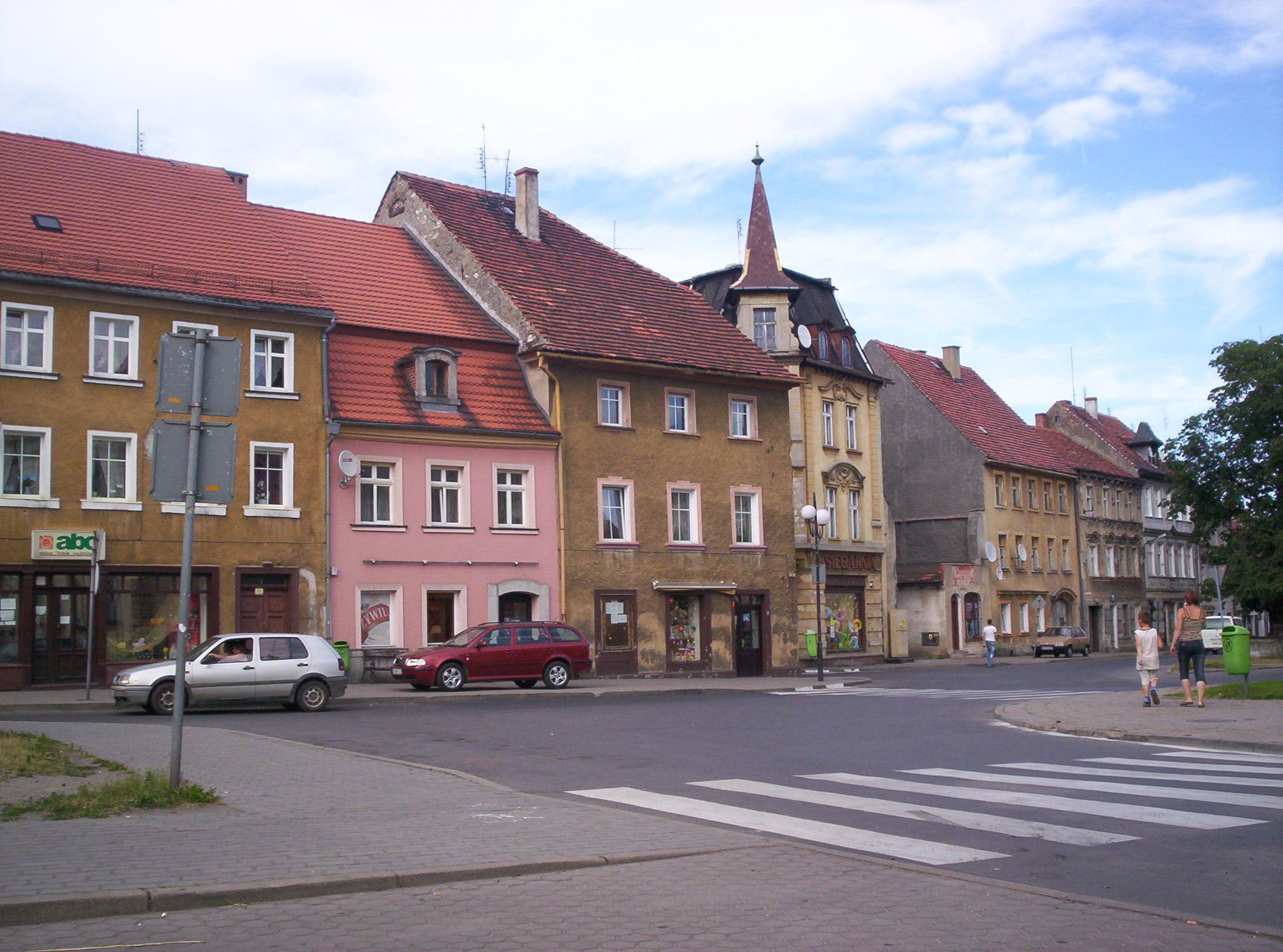
Kamienice na rynku w Mirsku po stronie północnej

Miasto nigdy nie miało murów obronnych; pomimo to podczas najazdu husytów w 1431 r. połączone siły załóg zamków Czocha, Gryf i Świecie obroniły miasto. W 1448 r. jednak zostało splądrowane i spalone przez grupę wędrownych rozbójników. Kolejny raz odbudowane, miasto w następnym stuleciu wybrało sobie dzień św. Marii Magdaleny (22 lipca) na doroczny jarmark, urządzany tu od 1521 r. Na okres lat 20. XVI w. – przypada także początek silnych wpływów protestanckich w mieście, kiedy niemal wszyscy jego mieszkańcy przyjęli luteranizm. W 1526 r. Mirsk, wraz z całym Śląskiem, trafił pod panowanie austriackich Habsburgów. Kolejny wielki pożar miasta dotknął Mirsk w 1558 r.; zaraz po odbudowaniu kościoła i ratusza okolicę nawiedziła w 1565 r. zaraza, w wyniku której zmarło ok. trzech tysięcy mieszkańców miasta i okolicznych wsi. Pomimo to koniec XVI w. należy do okresu prosperity miasta, które stało się znaczącym na Śląsku producentem płótna lnianego, na miarę położonych w pobliżu Gryfowa i Jeleniej Góry, a także odleglejszych – Kowar i Sobótki. Tradycje włókiennicze w okolicy Mirska podtrzymywane są dziś w nazwie tutejszego Miejskiego Klubu Sportowego „Włókniarz Mirsk”, a wcześniej także przez nieistniejące już Zakłady Tekstylne „Womarex” działające do 2012 roku w Giebułtowie (2 km na zachód). Początek XVII w. i trwająca wówczas wojna trzydziestoletnia przyczyniła się do zubożenia miasta; nie mając żadnych umocnień oprócz bram przy drogach kilkudziesięciokrotnie (według niektórych wyliczeń – 31 razy) zostało złupione przez żołnierzy obu stron.

### XVII i XVIII wiek
Z cesarskiego polecenia Ferdynanda III o „redukcji kontrreformacyjnej” z 1653 r., kościoły protestanckie (m.in. w położonych w pobliżu Mirska wsiach Rębiszów, Gierczyn, Proszowa), a wśród nich także i w Mirsku, zostały w 1654 r. przekazane katolikom. Protestanci wybudowali swój dopiero w połowie XVIII w., po tym, jak w 1742 r. Mirsk wraz z całym Śląskiem znalazł się w granicach Prus. Wkrótce, w 1767 r. kolejny raz – już ostatni – pożar strawił prawie całe miasto. Król Fryderyk II Wielki, rodzina Schaffgotschów oraz społeczności Jeleniej Góry, Kowar, Lwówka Śląskiego, Lubomierza, Wlenia i Leśnej wsparli mieszkańców Mirska w odbudowie miasta. Wznowiono produkcję w mirskich zakładach tekstylnych, pończochy z tutejszych manufaktur trafiały na eksport aż do Ameryki; osiadła tu także rodzina Friedrichów, na przełomie XVIII i XIX w. cenionych szlifierzy drogocennych kamieni (przyjmowali oni w Mirsku w sierpniu 1790 r. podróżującego po Dolnym Śląsku Johanna Wolfganga von Goethego), szlifowano także szkło. Wojny napoleońskie zapisano w historii miasta jako epizod, podczas którego przy odwrocie Napoleona i zawieszeniu broni, wzniesiono w okolicach liczne (kilkaset) tymczasowe kwatery dla francuskich żołnierzy.

### XIX i XX wiek

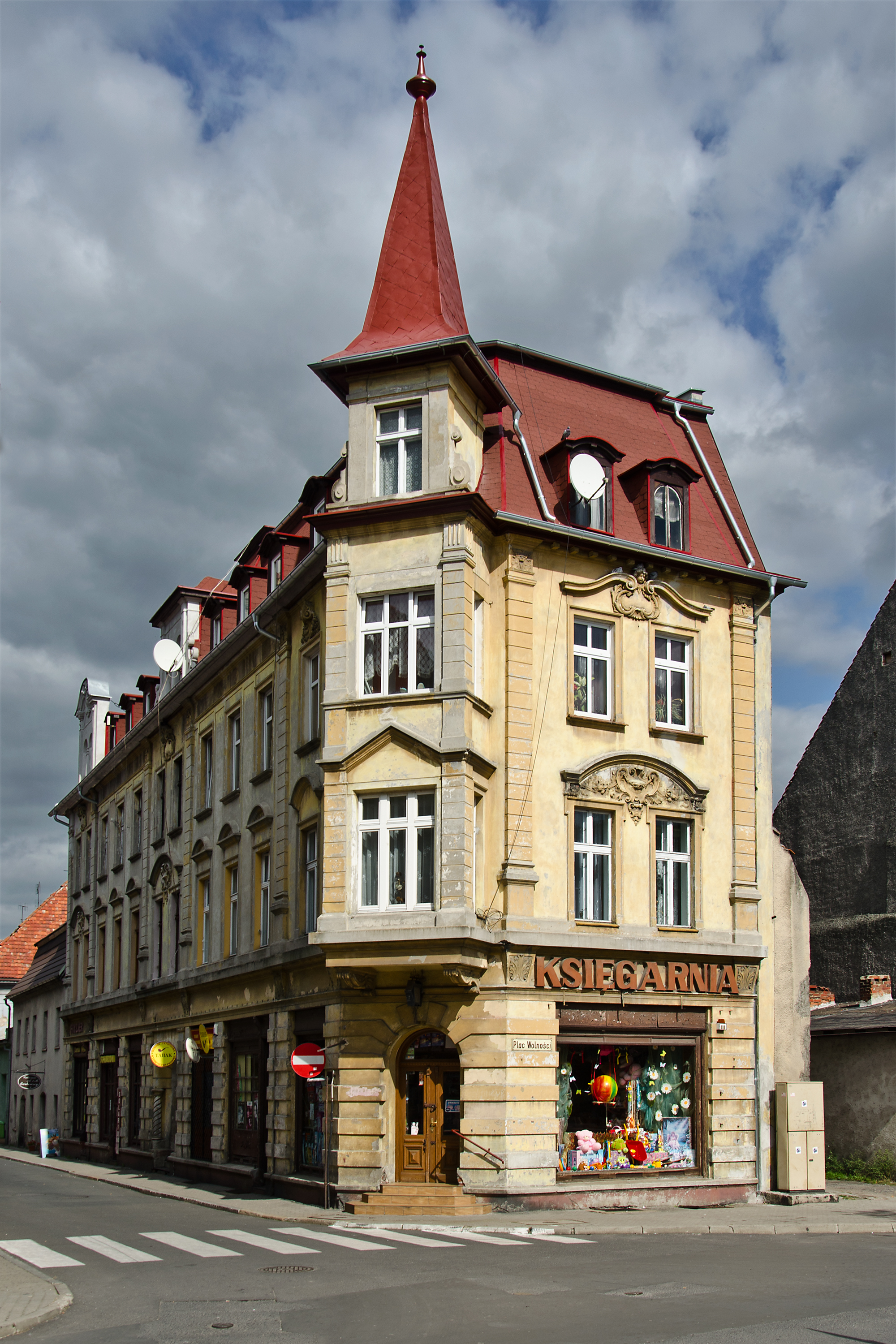
Kamienica przy ul. Betleja 2 z 1898 r.

Rewolucja przemysłowa w Mirsku, jak i w pobliskich miejscowościach, datuje się od uruchomienia linii kolei żelaznej z Wrocławia do Berlina. Odcinek Jelenia Góra – Lubań otwarto w 1865 r. Z Mirska, który pozostawał z dala od tej linii, uruchomiono wkrótce konne połączenia z najbliższymi stacjami w Rębiszowie i Gryfowie Śląskim. W tym też okresie zbudowano w Skarbkowie przędzalnię mechaniczną, a w 1875 r. – drukarnię wydającą lokalną gazetę „Der Bote aus dem Queisthale” („Posłaniec z doliny Kwisy”). W 1884 r. doprowadzono do Mirska odnogę linii kolejowej łączącą go z Gryfowem, przedłużoną w 1904 r. do Jindřichovic pod Smrkem; 31 października 1909 r. otwarto nowo wybudowane odgałęzienie do Świeradowa-Zdroju. Miejscowa gazeta w 1926 r. zmieniła tytuł na „Iser-Gebirgs-Zeitung” (pol. „Gazeta Gór Izerskich” – pod tym tytułem wychodziła do 1945 r.); także w związku z potrzebą przyciągnięcia turystów ciągnących w Góry Izerskie dotychczasową nazwę miasta Friedeberg am Queis (Spokojna Góra nad Kwisą) zmieniono na Friedeberg im Isergebirge (Spokojna Góra w Górach Izerskich). Podczas uroczystości 600-lecia nadania praw miejskich, które nastąpiły wkrótce (w 1937 r.) skrupulatnie podliczono – prócz 21 wielkich pożarów (największe miały miejsce m.in. w 1219, 1448, 1558, 1621 – dwukrotnie, 1642 i 1699) – siedem epidemii i trzydzieści jeden powodzi, zalewających Mirsk na przestrzeni jego dziejów. Rok po tych uroczystościach w granice miasta włączono część przysiółka Skarbków (Skarbów, niem. Gräflich Röhsdorf), w którym podczas II wojny światowej funkcjonował obóz pracy (od 1944 r. filia obozu koncentracyjnego Groß-Rosen), wykorzystujący niewolniczą pracę kobiet-Żydówek w przędzalni i roszarni. Inny podobóz KL Gross Rosen znajdował się też w Giebułtowie (Gebhardsdorf). Do 1945 miasto nie posiadało odrębnej numeracji budynków według ulic (istniała tylko numeracja ogólnomiejska od nr 1 do ponad 350). II wojna światowa zakończyła się w Mirsku wkroczeniem Armii Czerwonej po kapitulacji Rzeszy, 9 maja 1945 r. Początkowo miastu nadano polską nazwę Spokojna Góra (z niem. Friedeberg). Następnie miastu została nadana obecna nazwa – od słowa „mir” oznaczającego pokój. Stanowiło ono ośrodek administracyjny i przemysłowo–handlowy dla okolicznych wsi, w 1961 r. przyłączono do miasta pozostałą część przysiółka Skarbków. Po przemianach w Polsce w 1989 r. przemysłowe znaczenie Mirska znacznie zmalało, nadal jednak stara się wykorzystać swoje walory turystyczne – bliskość Gór Izerskich, granicy Czech, uzdrowiska w Świeradowie-Zdroju i Jeziora Złotnickiego.

### Filie Groß-Rosen
W przysiółku Skarbków (niem. Gräflich-Röhrsdorf) od września 1944 do końca I 1945 znajdował się kobiecy obóz pracy – filia niemieckiego obozu koncentracyjnego Groß-Rosen, w której było uwięzionych 150 Żydówek, pracujących głównie w miejscowej przędzalni i roszarni.

## Zabytki

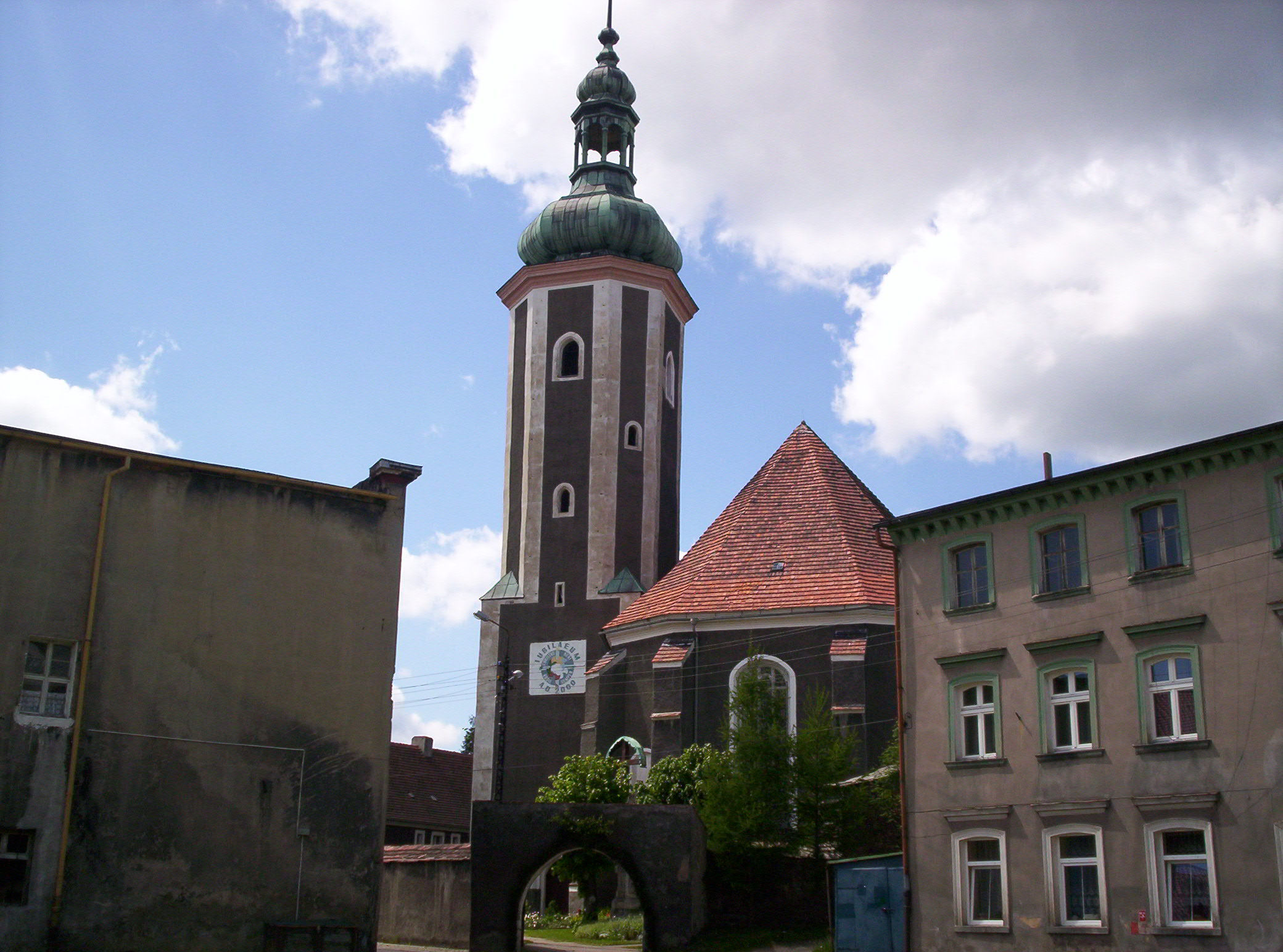
Kościół parafialny Zwiastowania NMP

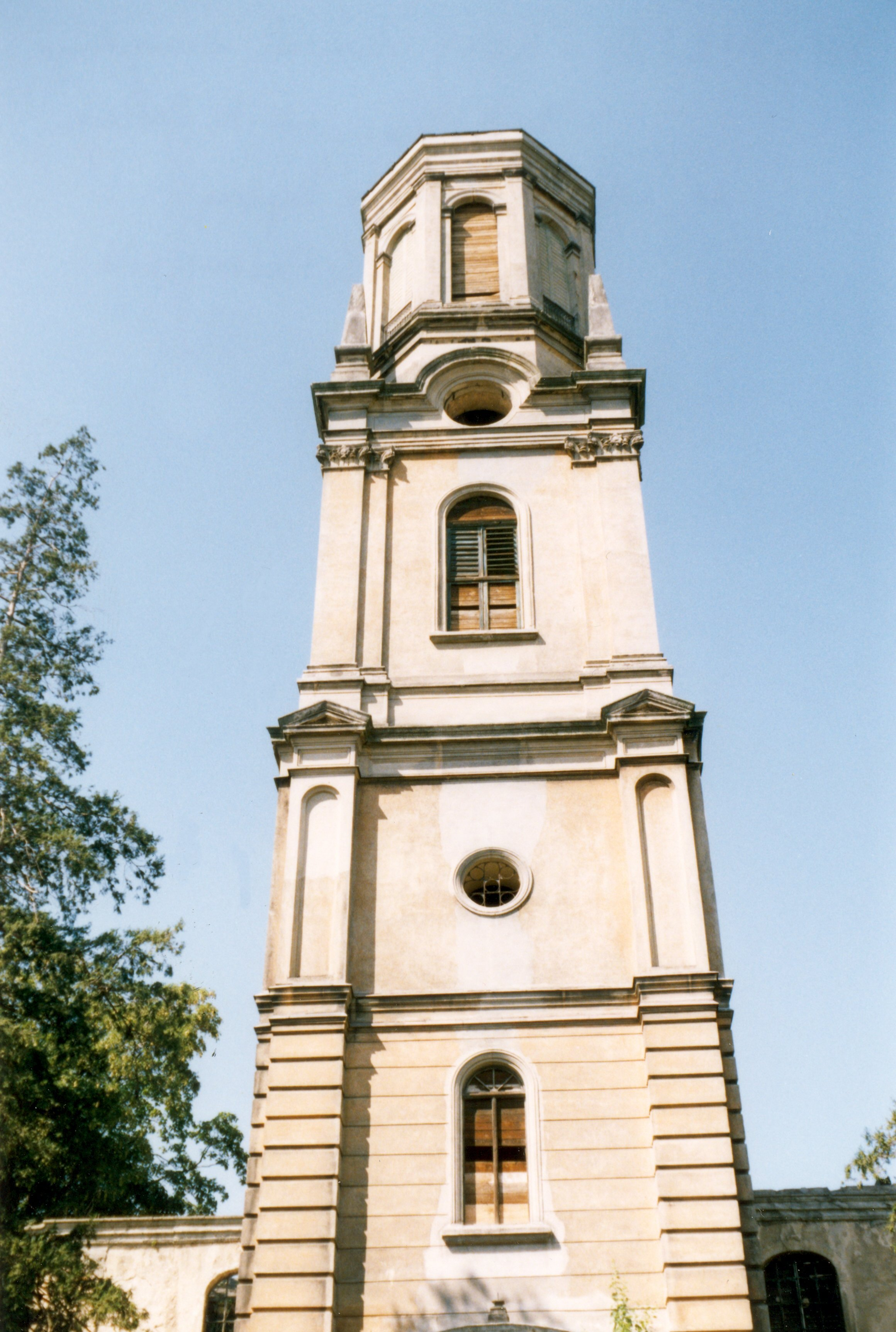
Wieża kościoła poewangelickiego

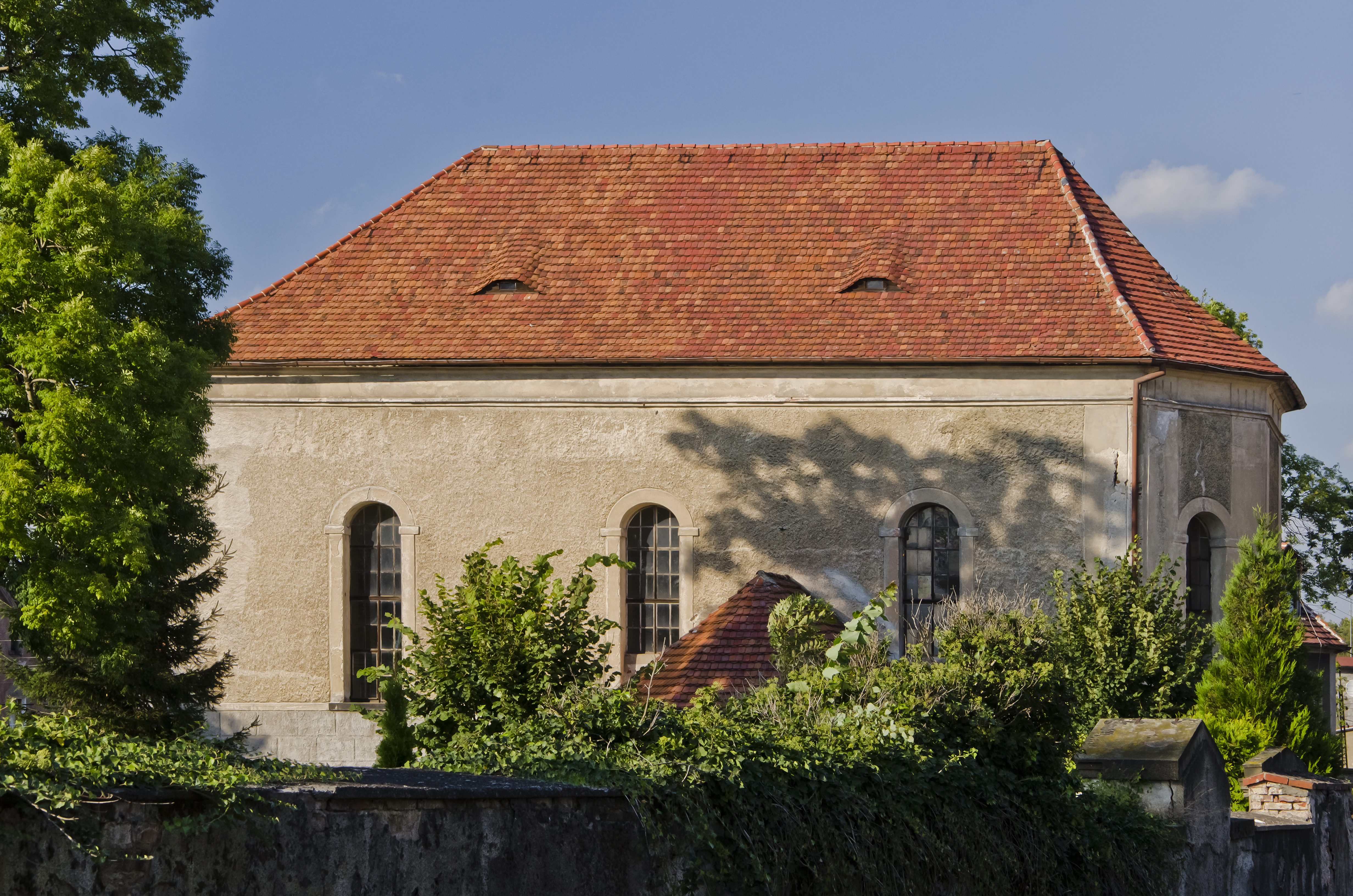
Kaplica cmentarna św. Barbary

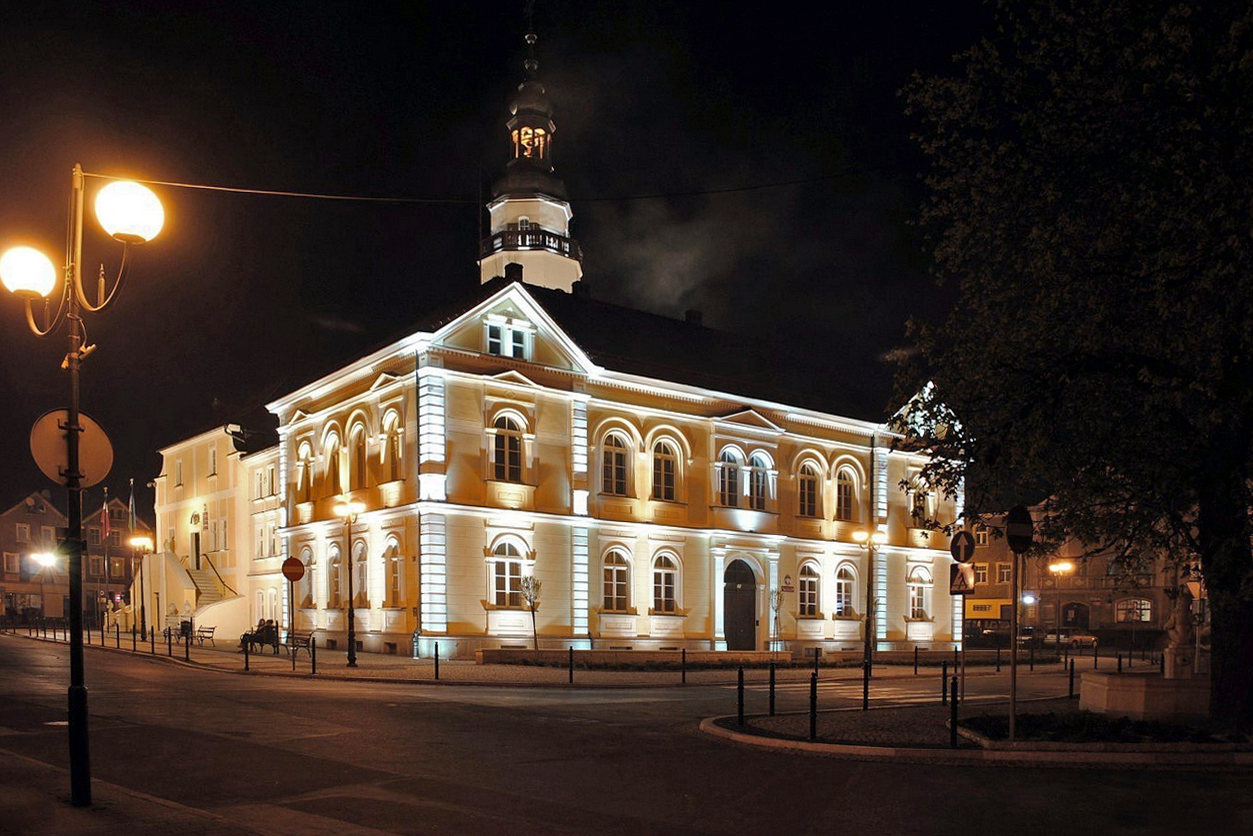
Renesansowy ratusz

Mirsk do dziś zachowało swój średniowieczny układ urbanistyczny. Droga nr 361 Świeradów – Gryfów krzyżuje się tu z lokalnymi traktami do Rębiszowa, Gierczyna i Giebułtowa, w granicach miasta znajdują się dwa mosty przez Kwisę. W centrum znajduje się zespół zabytkowych kamieniczek z XVIII i XIX w.
Do wojewódzkiego rejestru zabytków wpisane są:
- ośrodek historyczny miasta, z 1337 r.–XVIII w.
- kościół par. pw. Zwiastowania NMP, z l. 1526-1567; przy ul. Kościelnej, wzniesiony został w latach 1562–1567 na miejscu starszego, wzmiankowanego w 1346 r., w stylu późnogotycko-renesansowym w formie halowej i ma barokową wieżę dobudowaną w XVIII w. We wnętrzu drewniana rzeźba gotycka z I poł. XV w. – Madonna z Dzieciątkiem, drewniana renesansowa skrzynia na jałmużnę z 1580 r.[11], XVIII w. chrzcielnica w stylu klasycystycznym, w ścianach nagrobki i epitafia. Ponadto organy zbudowane przez Krzysztofa Ferdynanda Neumanna w 1801 r., obudowane w 1806 r. szafą organową przez zdobnika z Lubawki. Na początku XX w. Max Eichler, organmistrz ze Zgorzelca przeprowadził gruntowny remont instrumentu; w 1917 r. na potrzeby wojenne wymontowano zeń cynowe piszczałki, które po zakończeniu I wojny światowej zainstalowano ponownie. W 1962 r. odkurzono i zabezpieczono organy przed szkodnikami. W 2007 r. przeprowadzono remont kapitalny, podczas którego wymieniono silnik, zrekonstruowano mechanizm instrumentu wraz z dwoma manuałami. W wigilię Bożego Narodzenia w 2007 r. na mszy pasterskiej organów użyto po raz pierwszy po kapitalnym remoncie. Sam kościół odnowiony został w 1970 r. Na przykościelnym cmentarzu znajduje się kaplica grobowa rodziny Kittelmann z 1755 r.
- kościół ewangelicki, obecnie magazyn, z 1757 r. – drugiej poł. XVIII w., XIX w.; przy ul. Betleja jest zrujnowany – nawa główna pozbawiona jest dachu, wieża z 1881 r. pozbawiona jest hełmu
- kaplica cmentarna pw. św. Barbary, ul. Mickiewicza, z pocz. XVIII w., 1833 r.; przy ul. Mickiewicza wyposażona jest w organy z 1898 r. zbudowane przez wrocławskiego organmistrza Stillera na zamówienie hrabiny Marii von Schaffgotsch. Obecnie są całkowicie zdewastowane i nie są wykorzystywane w liturgii
- cmentarz par. rzym.-kat., XVIII w.
- zabudowa śródrynkowa, ob. pl. Wolności 39-40:
  - ratusz, renesansowy z 1558 r.; znajduje się w rynku, budynek z barokowym hełmem wieńczącym wieżę z okresu przebudowy po pożarze w XVIII w., przebudowany po kolejnym pożarze w XIX w. Nad głównym wejście znajdują się herby von: H. Schaffgotsch (L) i Zedlitz (P) natomiast na wieży herby von: Schaffgotsch (L) i Promnitz (P) oraz poniżej tablica erekcyjna z 1559 z herbem miasta.
  - budynek dawnego sądu, z l. 1879-1880
  - dobudówka ratusza, z 1898 r.
  - budynek – łącznik, z XVIII w., 1890 r.
- dom, ul. Betleja 2, z 1898 r.
- dom, ul. Betleja 6, z XVIII w., XIX w.
- willa, ul. Betleja 26, z 1889 r.
- otoczenie ogrodowe
- kamienica, pl. Wolności 10 (d. Rynek), z 1769 r., 1873 r.
- kamienica, pl. Wolności 12 (d. Rynek), z XVIII w., k. XIX w.
- dom, pl. Wolności 22 (d. Rynek), z ok. poł. XIX w.
- dom, pl. Wolności 30 (d. Rynek), po 1830 r.
- młyn, ul. Zdrojowa 2-4, z XVIII w., 1865 r.
- wodociągowa wieża ciśnień, komunalna, z l. 1912-1914, obecnie wieża widokowa

## Gospodarka
Miasto Mirsk było kiedyś ważnym ośrodkiem przemysłu włókienniczego, ale największy zakład włókienniczy upadł wraz z transformacją gospodarczą. W 2014 roku tereny po dawnym ZPL-u zostały włączone do Kamiennogórskiej Specjalnej Strefy Ekonomiczne Małych Przedsiębiorstw.

## Edukacja
W mieście znajduje się Liceum Ogólnokształcące im. Bohaterów II Armii Wojska Polskiego, Technikum Hotelarsko-Turystyczne oraz wchodzące w skład Zespołu Szkolno-Przedszkolnego: Szkoła Podstawowa im. Osadników Ziemi Mirskiej i Przedszkole im. Izerskich Skrzatów.

## Sport
W mieście znajduje się Miejski Klub Sportowy Włókniarz Mirsk, prowadzący sekcję piłki nożnej na stadionie miejskim na ul. Adama Mickiewicza 27. Prezesem klubu jest Łukasz Maćkowski. Klub występuje w IV lidze. W klubie funkcjonuje również sekcja piłki ręcznej.

## Turystyka
Miasto i gmina mają duże walory turystyczne, związane głównie z Górami Izerskimi oraz zabytkowym charakterem miasta. Gmina posiada dobrze rozbudowaną sieć szlaków turystycznych. Miasto posiada również dużą bazę noclegową, gastronomiczną oraz usługową. W mieście znajduje się wieża widokowa, a w jego pobliżu podziemna trasa turystyczna Śladami dawnego górnictwa kruszców o długości 300 metrów.

## Kultura i rekreacja
W mieście działają zespoły folklorystyczne Podgórzanie i Bogdanki Izerskie i również teatr Bez nazwy. W mieście znajduje się biblioteka oraz klub integracyjny dla dzieci i młodzieży, odbywa się też wiele różnych imprez masowych np. Izerska Gala.

## Transport

### Transport drogowy
Przez miasto biegnie droga wojewódzka nr 361, która ciągnie się przez miasto wzdłuż rzeki Kwisy. Poza tym z Mirska prowadzą drogi lokalne do Brzezinca, Giebułtowa i Rębiszowa oraz 8 kilometrów od Mirska przebiega droga krajowa nr 30.

### Kolej

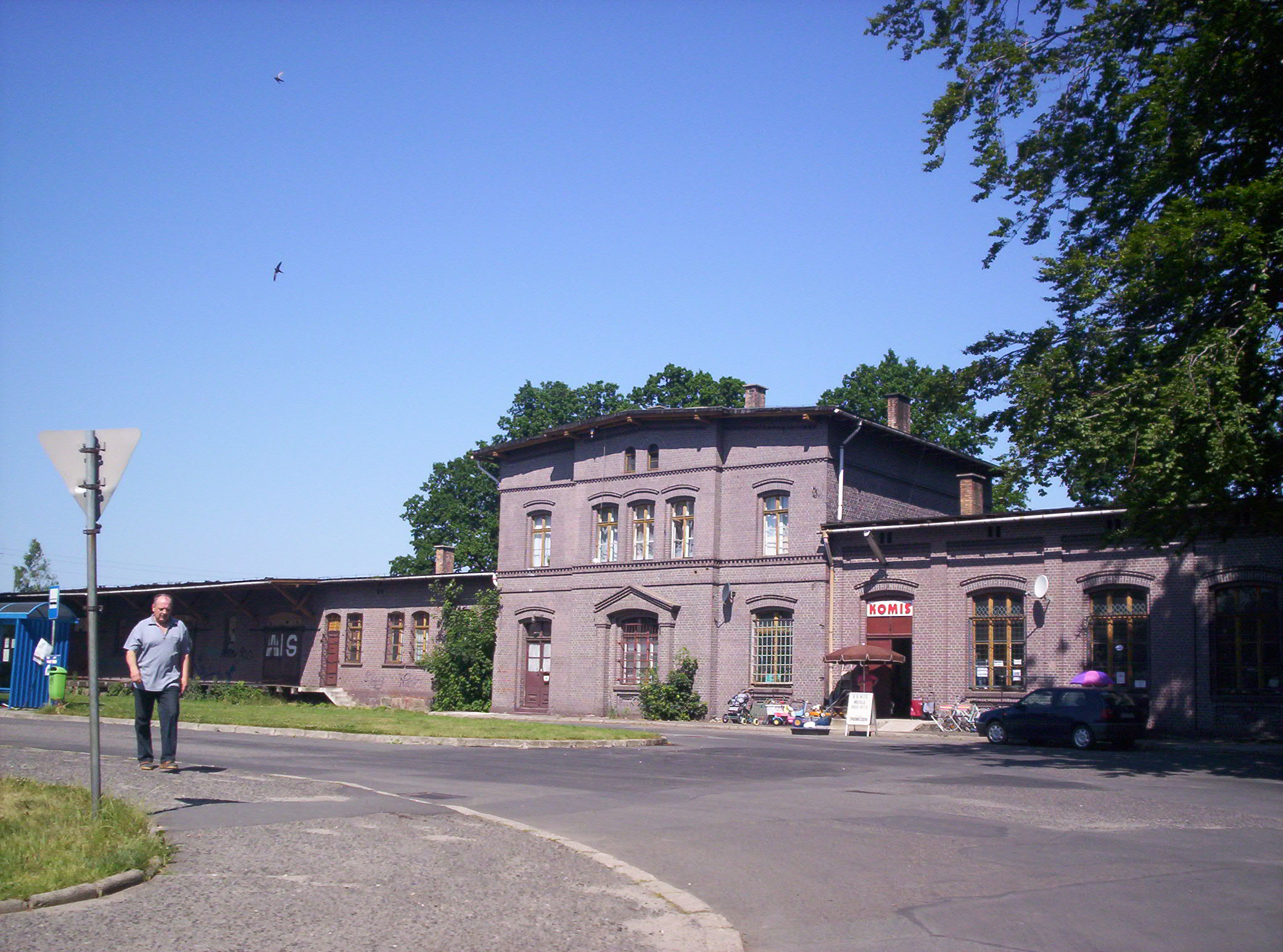
Budynek byłej stacji kolejowej Mirsk

Miasto jest położone przy lokalnej, nigdy niezelektryfikowanej linii kolejowej nr 317 Gryfów Śląski – Świeradów-Zdrój. Linia ta od ostatniej dekady XX w. przestała być wykorzystywana do przewozu pasażerów (od połowy lutego 1996) i towarów (od połowy grudnia 1998); w drugiej dekadzie XXI w. PKP przekazały zarząd nad nieużywaną linią na rzecz Dolnośląskiej Służby Dróg i Kolei (samorządowej jednostki budżetowej powołanej przez zarząd województwa dolnośląskiego), po czym dokonano rewitalizacji linii i w grudniu 2023 ruch wznowiły tu Koleje Dolnośląskie. 

### Komunikacja autobusowa
Dworzec autobusowy znajduje się w pobliżu stacji kolejowej.
Od listopada 2021 roku funkcjonują połączenie do Lubania liniami 12, 13 oraz 23 w ramach Izerskiej Komunikacji Autobusowej, a od marca 2022 do Lwówka Śląskiego kursuje linia 200 oraz w kierunku Jeleniej Góry kursuje linia 207 w ramach Powiatowej Komunikacji Lwóweckiej

## Wspólnoty wyznaniowe
- Kościół rzymskokatolicki:
  - parafia Zwiastowania Najświętszej Maryi Panny[22]
- Chrześcijańska Wspólnota Ewangeliczna:
  - placówka misyjna w Mirsku[23]
- Świadkowie Jehowy:
  - zbór Mirsk (Sala Królestwa ul. Fabryczna 24)[24]